# Гумпрехт II фон Нойенар
Гумпрехт II фон Нойенар (на немски: Gumprecht II. (IV.) von Neuenahr; * ок. 1400; † 9 март 1484, Кьолн) е граф на Нойенар (1425 – 1465) и Лимбург ан дер Лене, господар на Алпен-Бедбург. Той е чрез наследство наследствен фогт на Кьолн (1425 – 1484) и граф на Лимбург (1442 – 1484) и кралски дворцов съдия.

## Биография
Той е син на граф Гумпрехт I фон Нойенар († 1425) и съпругата му Филипа фон Лоон-Хайнсберг († ок. 1430), дъщеря на граф Готфрид III граф на Лоон, господар на Хайнсберг († 1395) и Филипа фон Юлих († 1390), дъщеря на херцог Вилхелм I фон Юлих († 1361).
След смъртта на баща му (1425) Гумпрехт II наследява Алпен, Рьозберг, Гарздорф и наследствения фогтай Кьолн.
Гумпрехт II фон Нойенар се жени пр. 3 април 1422 г./на 5 май 1425 г. за графиня Маргарета фон Лимбург († 1479), дъщеря на граф Вилхелм I фон Лимбург-Бройч († 1457/1459) и Маргарета (Метце) фон Райфершайд († сл. 1451).
През 1435 г. Гумпрехт II фон Нойенар наследява със съпругата си Маргарета половината от господството Бедбург, а през 1442 г. графството Лимбург. След смъртта на тъста му през февруари 1459 г. те наследяват Хакенбройх и остатъка от Бедбург.
Той умира на 9 март 1484 г. и е погребан в църквата „Св. Мария“ в Кьолн.

## Деца
Гумпрехт II фон Нойенар и Маргарета фон Лимбург имат девет деца:
- Якоба/Якобея фон Нойенар (* ок. 1430; † 23 февруари 1492), като вдовица абатиса (геген-абатиса) на манастир Херфорд (1476 – 1479), омъжена пр. 24 юни 1450 г. за граф Конрад V фон Ритберг († 31 октомври 1472)
- Фридрих фон Нойенар-Алпен (* 1438 или 1439; † 22 юни 1468 в битката при Вахтендонк, Клеве), граф на Нойенар, господар на Родесберг, Алпен, женен на 25 септември 1461 г. за Ева фон Линеп († сл. 1483)
- Елизабет фон Нойенар († 1484), омъжена между 1 януари и 23 април 1471 г. за Фридрих I фон Зомбрефе-Керпен († 1485/1488/1489)
- Мехтилд фон Нойенар († 26 май 1465), омъжена на 16 януари 1464 г. за граф Ото IV фон Валдек-Ландау (* 1440/1441; † 14 октомври 1495)
- Филипина фон Нойенар (* ок. 1445; † 27 юни 1494, погребана в Райфершайд), господарка на Хакенбройч, омъжена 1464/пр. 27 декември 1466/октомври 1467 г. (с разрешение от папата, заради кръвното им родство 3 град) за граф Йохан VII фон Залм-Райфершайд (* ок. 1440; † между 23 юни и 15 ноември/26 декември 1479)
- Вилхелм I фон Нойенар (* ок. 1447; † 12 май 1497), граф на Нойенар и Лимбург, господар на Бедбур-Гарздорф, женен I. на 7 февруари 1485 г. за Валбурга фон Мандершайд-Шлайден (* 1468), ? II. на 29 септември 1461? г. за Йохана фон Хорн († 1479)
- Йохан фон Нойенар († 1466), каноник в Св. Гереон в Кьолн
- Дитрих фон Нойенар († 1471), домхер в Кьолн и Майнц
- Маргарета († 10 юни 1478), манастирска дама в манастир Вайер, и след неговото разрушаване 1474 г. в Св. Цецилия в Кьолн